# Кичево у Народноослободилачкој борби
Договором фашистичких земаља 20. априла 1941. одређена је линија разграничења између два савезника Бугарске и Италије. Западну Македонију са градовима Тетово, Гостивар, Кичево, Дебар, Струга и преспанска села, у почетку су окупирале немачке снаге, а потом су посебним указом предати фашистичкој Италији. Италијани су, пак, цивилну власт предали албанским властима. Једна префектура и четири подпрефектуре потпале су под њихову власт. Сукоб интереса између Италије с једне стране и фашистичке Бугарске с друге стране, догодио се управо у Кичевској области, па су се упоредо појавили проалбански колаборатори на страни Италије и пробугарски комитети у служби Бугарске, а против македонског народа.

## Први покушаји организације
Македонски народ је, упоредо са овим догађајима, одмах почео да организује покрет отпора. Главну улогу у организацији имао је Кузман Јосифовски − Питу, који је у лето 1940. основао партијски комитет, али не и организацију, коју су чинили: Ђорђи Икономов (секретар), и чланови и Драге Богески, Пепе Јованоски, Перо Волнароски и Томе Буклески. Питу је поново посетио Кичево априла 1941, заједно са Трајком Бошкоским - Тарчаном, али ни овога пута није формирана партијска организација. То се догодило тек после треће посете, 10. октобра 1941. године, када су се многи млади људи који су били на школовању и раду широм Југославије већ вратили у Кичево.
У кући Бориса Алексовског – Карче, током овог састанка, формирана је прва партијска ћелија у Кичевској области, а за секретара је изабран Пепе Јованоски, а чланови Драге Богески, Пецо Чингоски, Нико Пусоски, Борис Алексовски, Борис Грујоски, Јанко Михајлоски и Владимир Полежиноски.

## Окупација Кичева
Повлачењем демаркационе линије Кичево је потпало под италијанско-албанску власт, а у непосредној близини града су се налазиле и бугарске окупаторске снаге, које су имале друге планове за део територије који је потпао под управу италијанских снага.
Пре свега, укинути су сви војни, судски, просветни и управни органи, а на њиховом месту отворене албанске институције у којима је службени језик био само албански, а све у циљу уношења мржње између македонског и албанског становништва. Овим су почеле да се формирају локалне балистичке банде на челу са Мефаилом Шехуом.
Спаљено је неколико села (Извор, Пополжани, Карбуница), а убиства су почињена у селима Осој, Јагол, Бигор Доленци, Карбуница, Осломеј и у неколико других, а све у циљу застрашивања локалног македонског становништва и потчињавања новој окупаторској власти. Као најкрвавије догађаје народ је запамтио стрељање припадника организације из села Карбуница у новембру 1943, као и паљевине и убиства у селу Кленоец. Највећи злочин у на подручју Кичева почињен је маја 1944. године, познат као крвави Ђурђевдан, када су балисти, након пљачке села Иванчишта и Кленоец, спалили село Попоец и њихови сељани су их окупили испред сеоске цркве, где су их после батинања неки сељани (углавном мушкарци) живе бацили у ватру. Исто су поновили и у селу Малкоец.

## Формирање првих партизанских јединица
Комунистичка партија Македоније је поднела највећи терет у организацији отпора и борби за слободу. Локалитет Лопушник је изабран као неформални војни и политички центар за организовање и деловање у кичевском региону. У непосредној близини је пренета из Битуше прва штампарија „Гоце Делчев“, где је излазило партизанско гласило, које је уређивао Кочо Рацин.
У априлу 1943. године формиран је први Кичевски партизански одред „Козјак“. Касније су им се придружили борци Крушевског НОП одреда „Питу Гули“, Мавровског НОП одреда „Кораб“, као и борци из Дебарца. Тако је 21. маја 1943. године формиран Кичевско-мавровски НОП одред.

## Народноослободилачка борба
Прве акције ових бораца биле су: напад на карабињерску станицу у Сливову (Охридска област), као и на зграду општине Брждани. Извођене су и диверзантске акције сечењем телефонских стубова и рушењем мостова. Њихова акција од 14. јуна 1943. имала је снажан утицај, када је нападнут италијански воз у Пресеки. Ова акција је подигла и морал међу становништвом које се све више укључивало у Народноослободилачки покрет.

### Прво ослобођење Кичева
Капитулацијом Италије, у ноћи између 8. и 9. септембра 1943, разбуктале су се борбе у овом крају. Албански и малесијски македонски одред успели су да разоружају италијанску команду у граду Дебру, део дивизије „Фиренца“ Италијанске армије које су се повлачиле остављале су пустош по селима, а паралелно са њима, немачки и бугарски окупатори покушали су да се пробију и заузму своје положаје. Дана 11. септембра 1943, јединице Првог кичевског и Другог маварског одреда заузеле су Кичево. Тиме је Кичево постало први ослобођени град у Македонији током Другог светског рата. Следећег дана им се придружио Први НОП батаљон „Мирче Ацев“, који је створио слободну територију од Буковићког превоја до села Ботун, са два ослобођена града, Кичевом и Дебром. Становништво овог краја уживало је слободу 21 дан. Поред успостављања народне власти, отворена је прва школа на македонском језику у селу Подвис, а организован је културни и забавни живот широм града и околних села.

### Друго заузимање Кичева
Немачке трупе су заједно са балистичким снагама Џеме и Мефаила напале стражарски положај на превоју Буковић, где је у неравноправној борби чета предводила комесаром Мирком Милевским пружала отпор током целог дана . У овој бици 1. октобра 1943. погинула је цела чета под командом Милеског, укључујући и самог Мирка. Тиме је и Кичево потпало под другу окупацију. Дана 6. октобра су се бројне немачке и балистичке групе сукобиле са македонским партизанима у селу Кленоец, где је њихов пробој заустављен фронталном борбом у самом селу. Међу жртвама су били Јосиф Јосифовски Свештарот, Мите Трпески као и Трајан Белев.
После скоро целог месеца Кичево је поново ослобођено 1. новембра 1943, при чему је заробљено 19 немачких војника са потпуковником Хедлером, као и 30 балиста. После само четири дана, партизанске јединице су биле принуђене да се повуку и поново уступе град окупатору.

## Коначно ослобођење Кичева
После непуних годину дана праћених неколико напада и борби са окупатором, 1. септембра 1944. после вишечасовне борбе Кичево је ослобођено по трећи пут. Град је неколико пута мењао статус између ослобођеног и окупираног града. За коначну слободу коју Кичево ужива до данас, пресудне су биле борбе које су отпочеле 14. новембра код села Тајмиште и Колари, којима су борбе пренете на сам град, па је 15. новембра 1944. Кичево коначно ослобођено.
Овако описује сећање председник Савеза бораца из Кичева Владо Дејаноски о првом ослобођењу Кичева:
Кичево је град који је шест пута ослобађан од непријатеља, који је много страдао у овом рату, па се данас са поносом сећамо првог ослобођења града, који је био и прва ослобођена територија у Македонији. Прво ослобођење Кичева трајало је 21 дан, у ком периоду је отворена прва школа на матерњем македонском језику у селу Подвис, чији је учитељ био Василко Ристески из истог села. 26. септембра на градском тргу на тераси музеја одржан је велики јавни скуп на коме се окупљеним грађанима, поред осталих, обратио Светозар Вукмановић Темпо. 21. дана слободе Кичево јаке немачке јединице су преко Буковића ушле на слободну територију, након чега су се партизанске јединице и одреди повукли из града и пребацили своје снаге у Дебарцу. Последње ослобођења Кичева догодило се 15. новембра 1944. године и било је то шесто ослобођење града, који се може похвалити богатом историјом обогаћеном многим значајним догађајима.

Биланс жртава је био 217 погинулих бораца из Кичева и околине, 106 цивилних жртава и још 232 жртве из других делова Македоније и тадашње Југославије.

## Галерија
- Спомен-обележја Народноослободилачке борбе са подручја Кичева и околице
- Музеј „Западна Македонија у НОБ“
- Спомен-плоча на Музеју, посвећена формирању народне власти током првог ослобођења града 1943. године
- Спомен обележје палим борцима у НОВ, у селу Кленовцу
- Олга Мицеска
- Ибе Паликућа
- Јанко Михајлоски
- Исени Акиноски
- Драге Богески
- Левко Стефаноски - Тарзан
- Оштећен натпис
- Тане Цалески
- Мирко Милевски